# Sam Staab
Samantha Keala Staab (* 28. März 1997 in San Diego, Kalifornien) ist eine US-amerikanische Fußballspielerin.

## Karriere

### Verein
Staab spielte in ihrer College-Zeit bis 2018 für die Clemson Tigers. Beim Draft zur NWSL-Saison 2019 wurde sie von Washington Spirit erwählt. Ihr Debüt gab sie am ersten Spieltag beim 2:0-Sieg über den Gotham FC, als sie in der Startelf stand und in der 59. Minute das zwischenzeitliche 1:0 erzielte. Im Oktober des Jahres wurde sie nach Australien zu den Western Sydney Wanderers verliehen, für die sie bis zum Start der Saison 2020 aktiv war. Seitdem ist sie wieder zurück bei Washington Spirit.

### Nationalmannschaft
Von August 2018 bis August 2019 kam sie zwei Mal in der US-amerikanischen U23 zum Einsatz.